# Estádio do América (av. Paraopeba)
O Campo do América, localizado na Avenida Paraopeba (hoje Augusto de Lima), foi o primeiro estádio de futebol com estrutura profissionalizada em Belo Horizonte. Concedido ao América-MG em 1921 — resultado da fusão com o Minas Gerais Futebol Clube —, o terreno passou por obras iniciadas em abril de 1922, erguidas a peso de doações de sócios e subvenções públicas, num esforço orquestrado pela própria elite da cidade. Seu campo era gramado, cercado e equipado com a primeira arquibancada coberta local — medindo cerca de 66 m por 6,5 m e comportando até 5 000 espectadores.
O estádio foi oficialmente inaugurado em 6 de maio de 1923, com partida entre o América-MG e o América-RJ, um grande evento que contou até com a presença do então governador Raul Soares. A estreia, porém, não foi positiva para o América mineiro, que perdeu de 5 a 1.
Durante seus anos de funcionamento (1923–1928), o campo tornou-se epicentro do futebol da cidade, recebendo todos os principais jogos da Liga Mineira — mesmo aqueles sem a participação do América. Foi ali, em 27 de novembro de 1927, que o Atlético Mineiro aplicou ao Palestra Itália (atual  Cruzeiro) uma goleada histórica de 9 a 2, estabelecendo o recorde de maior placar do clássico mineiro até hoje. A partida, realizada num dia marcante, teve público estimado em 4 000 pessoas, e marcou época na rivalidade do futebol local.
Com o tempo, a expansão urbana e a necessidade de adequação do espaço culminaram na desapropriação do terreno, que foi destinado à construção do Mercado Central, inaugurado em 7 de setembro de 1929. Com a construção do mercado, o estádio foi demolido. O América transferiu-se para o bairro de Santa Efigênia, onde ergueu em 1929 o Estádio Otacílio Negrão de Lima (conhecido como Estádio da Alameda).
Hoje, onde outrora ficava o estádio, encontra-se o Mercado Central de Belo Horizonte, e uma placa discretamente homenageia aquele que foi o local do primeiro estádio gramado da cidade e da lendária goleada de 9 a 2. Apesar de ter existido por apenas cinco ou seis anos, o Campo do América deixou legado profundo na história do futebol mineiro e na formação da rivalidade entre Atlético, América e Palestra/Cruzeiro.